# Magerabborrtjärnen (Degerfors socken, Västerbotten, 716627-168883)
Magerabborrtjärnen är en sjö i Vindelns kommun i Västerbotten och ingår i Sävaråns huvudavrinningsområde.